# Jabukovac (Negotin)
Jabukovac (Servisch cyrillisch Јабуковац) is een plaats in de Servische gemeente Negotin. De plaats telt 1884 inwoners (2002).